# Даніель Ребільяр
Даніель Ребільяр (фр. Daniel Rébillard, 20 грудня 1948) — французький велогонщик.
Олімпійський чемпіон 1968 року в індивідуальній гонці переслідування.
Бронзовий призер Чемпіонату світу з велоперегонів на треку 1969 (індивідуальна гонка переслідування), 1969 (командна гонка переслідування) років.